# Sesc Iparana Hotel Ecológico
O Sesc Iparana é um equipamento urbano, sem fins lucrativos, ligado ao Serviço Social do Comércio do Ceará. O Hotel Ecológico fica a 10 km do centro de Fortaleza, 20 km do aeroporto e 24 km da rodoviária.

## Estrutura
O SESC Iparana possui 2 piscinas, sendo que 1 piscina conta com bar molhado. O local conta com cyber café e Wi-Fi. O Sesc Iparana oferece aos hóspedes uma quadra de tênis em saibro (reforma), uma sala de bilhar, quadra de vôlei e futebol de salão, quadra poliesportiva, campo de futebol society com grama sintética, um salão de jogos e boate.

## Acessibilidade[1]
- 01 Sala de reuniões para 30 pessoas (Climatizado);
- 02 Salões de Eventos para 150 pessoas ou 01 salão de Eventos para 300 pessoas (Climatizado);
- 01 Auditório para 180 pessoas (Climatizado);
- Ginásio para 500 pessoas (Espaço aberto);
- Espaço Mix para 250 pessoas (Espaço aberto).